# Награди „Оскар“ (42-ра церемония)
Четиридесет и втората церемония по връчване на филмовите награди „Оскар“ се провежда на 7 април 1970 година. На нея се връчват призове за най-добри постижения във филмовото изкуство за предходната 1969 година. За втори пореден път събитието се провежда в „Дороти Чандлър Павилион“, Лос Анджелис, Калифорния. И през тази година, представлението няма специално назначен водещ.
Големият победител на вечерта е драмата „Среднощен каубой” на режисьора Джон Шлезинджър, номинирана в 7 категории за наградата, печелейки 3 статуетки, включително за най-добър филм и най-добър режисьор. Сред останалите основни заглавия са култовият уестърн „Бъч Касиди и Сънданс Кид” на Джордж Рой Хил, историческата драма „Хилядата дни на Ана” на Чарлс Джарот, драмата „Уморените коне ги убиват, нали?” на Сидни Полак и романтичният мюзикъл „Хелоу, Доли!” на Джийн Кели.
Прави впечатление, че спечелилият приза за най-добър чуждоезичен филм, френско-алжирският политически трилър „Z” на режисьора Костас-Гаврас, присъства и в основната категорията с номинации за най-добър филм, където по презумпция са само англоезични произведения.

## Филми с множество номинации и награди
| Долуизброените филми получават повече от 2 номинации в различните категории за настоящата церемония: - 10 номинации: Хилядата дни на Ана - 9 номинации: Уморените коне ги убиват, нали? - 7 номинации: Хелоу, Доли!, Среднощен каубой, Бъч Касиди и Сънданс Кид - 5 номинации: Z - 4 номинации: Боб и Керъл и Тед и Алис - 3 номинации: Гейли, Гейли, Заточеният, Сладка Чарити | Долуизброените филми получават повече от 1 награда „Оскар“ на настоящата церемония:. - 4 статуетки: Бъч Касиди и Сънданс Кид - 3 статуетки: Здравей Доли!, Среднощен каубой - 2 статуетки: Z |

## Номинации и награди
Долната таблица показва номинациите за наградите в основните категории. Победителите са изписани на първо място с удебелен шрифт.
| Най-добър филм | Най-добър режисьор |
| --- | --- |
| - Среднощен каубой - Хилядата дни на Ана - Буч Касиди и Сънданс Кид - Хелоу, Доли! - Z | - Джон Шлезинджър – Среднощен каубой - Артър Пен – Ресторантът на Алис - Джордж Рой Хил – Буч Касиди и Сънданс Кид - Сидни Полак – Уморените коне ги убиват, нали? - Костас Гаврас – Z                                                |
| Най-добра мъжка роля | Най-добра женска роля |
| - Джон Уейн - Непреклонните - Ричард Бъртън - Хилядата дни на Ана - Дъстин Хофман - Среднощен каубой - Питър О'Тул - Довиждане господин Чипс - Джон Войт - Среднощен каубой | - Маги Смит - Разцветът на госпожица Джийн Броуди - Женевиев Бюжо - Хилядата дни на Ана - Джийн Симънс - Щастливият край - Лайза Минели - Безплодната кукувица - Джейн Фонда - Уморените коне ги убиват, нали?                        |
| Най-добра поддържаща мъжка роля | Най-добра поддържаща женска роля |
| - Гиг Йънг - Уморените коне ги убиват, нали? - Антъни Куейл - Хилядата дни на Ана - Елиът Гулд - Боб и Керъл и Тед и Алис - Джак Никълсън - Волният ездач - Рупърт Крос - Грабителите                                                                                                 | - Голди Хоун - Кактусов цвят - Даян Кенън - Боб и Керъл и Тед и Алис - Катрин Бърнс - Последно лято - Силвия Майлс - Среднощен каубой - Сузана Йорк - Уморените коне ги убиват, нали?                                                 |
| Най-добър оригинален сценарий | Най-добър адаптиран сценарий |
| - Буч Касиди и Сънданс Кид – Уилям Голдман - Боб и Керъл и Тед и Алис – Пол Мазурски и Лари Тъкър - Прокълнатият – Никола Бадалучо, Енрико Медиоли и Лукино Висконти - Волният Ездач - Питър Фонда, Денис Хопър и Тери Саутърн - Дивата банда – Уалън Грийн, Рой Сикнър и Сам Пекинпа | - Среднощен каубой - Валдо Салт - Хилядата дни на Ана – Джон Хейл, Бриджит Боланд и Ричард Соколов - Сбогом, Колумб – Арнолд Шулман - Уморените коне ги убиват, нали? – Джеймс По и Робърт Томпсън - Z – Йорг Семпрун и Костас Гаврас |
| Най-добра кинематография (операторско майсторство) | Най-добър чуждоезичен филм |
| - Буч Касиди и Сънданс Кид – Конрад Хол - Хилядата дни на Ана – Артър Айбетсън - Боб и Керъл и Тед и Алис – Чарлс Ланг - Хелоу, Доли! – Хари Страдлинг (посмъртна номинация) - Заточеният – Дениъл Фап                                                                                | - Z - Алжир - Адален 31 - Швеция - Битката за Неретва - Югославия - Братя Карамазови - СССР - Моята нощ при Мод - Франция |